# Gerd Rokahr

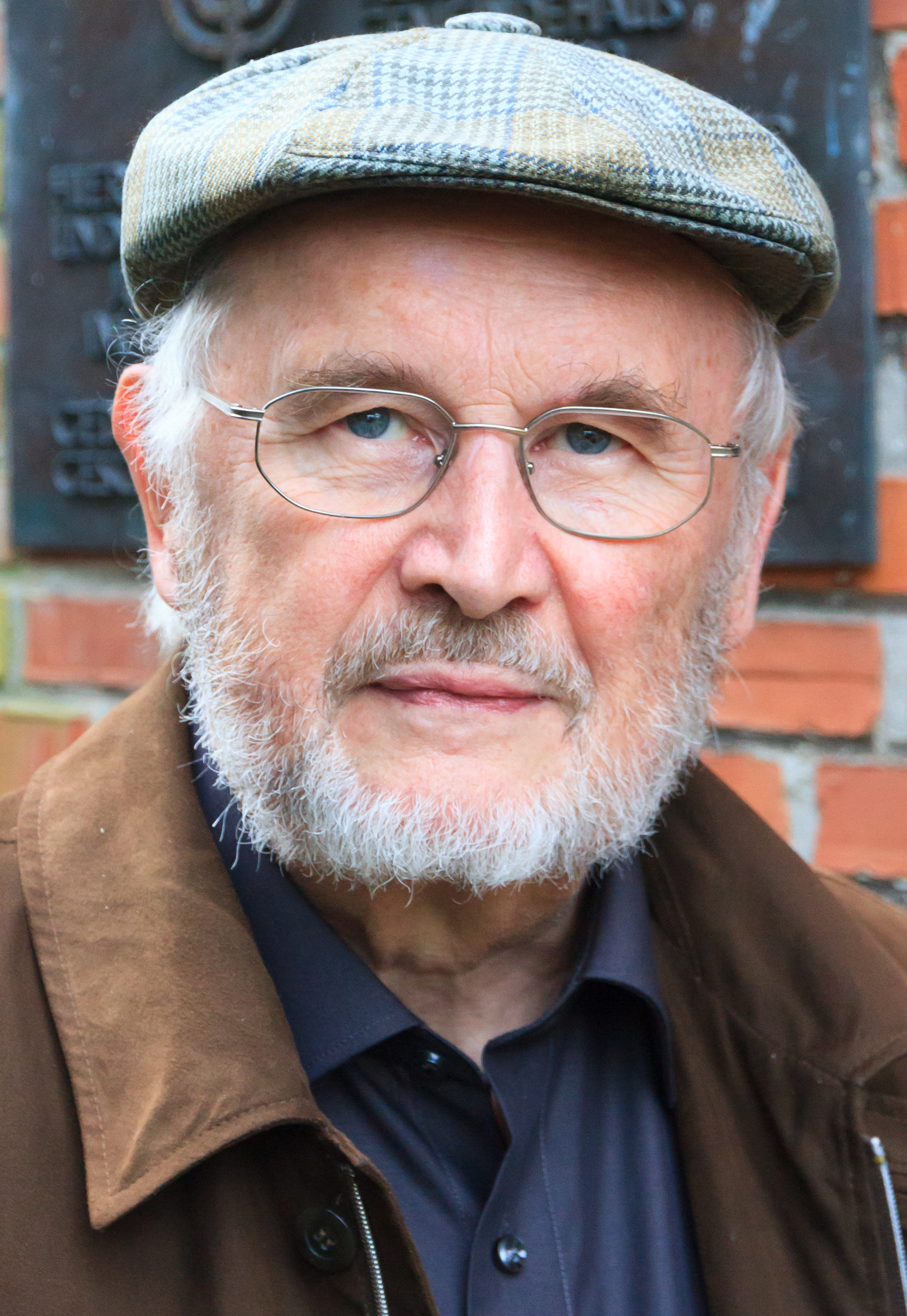
Gerd Rokahr

Gerd Rokahr (* 17. August 1942 in Hannover) ist ein deutscher Maler, Grafiker und Autor.

## Leben und Wirken
Gerd Rokahr verbrachte seine Kindheit und Jugend in Esens, Ostfriesland. Nach einer Lehre als Schaufenstergestalter studierte er Malerei und Graphik an der Staatlichen Kunstschule Bremen bei Winfred Gaul und Karl Heinrich Greune. 1967 erhielt er ein Förderstudium an der Staatlichen Kunstschule Bremen sowie eine „Künstlerförderung“ durch den Senator für das Bildungswesen Bremen. Von 1971 bis 2001 war er in Esens als Kunsterzieher und von 1975 bis 1978 als Dozent für Malerei und Graphik an der Kreisvolkshochschule Wittmund tätig. Rokahr ist seit 1976 Mitglied des Bundesverbandes Bildender Künstlerinnen und Künstler (BBK Ostfriesland).
Im Zentrum des künstlerischen Schaffens Gerd Rokahrs steht der Mensch mit seinen Eigenarten. „Mit bisweilen subtilem Humor und in einer unkonventionellen, an die kindliche Ausdrucksweise erinnernden Formensprache übersetzt der Graphiker menschliche Schwächen und Verhaltensweisen in eindrucksvolle Bilder. Auch Träume, das Unbewusste und Geheimnisvolle werden von ihm auf phantasievolle Weise gestaltet. Seine Landschaftsbilder zeigen dagegen die Besonderheiten der Nordseeküste, während die politischen Arbeiten aktuelle gesellschaftliche Konflikte aufgreifen. Das mit der visuellen Wahrnehmung spielende Gesamtwerk zeichnet sich durch Mehrsinnigkeit aus“.
Als Autor hat sich Gerd Rokahr insbesondere mit der Geschichte der Stadt Esens beschäftigt. In Würdigung seines Engagements verlieh ihm der Stadtrat 1992 den „Silbernen Bären“ der Stadt Esens. Gerd Rokahrs Buch „Die Juden in Esens“, welches 1987 als erste Monographie des Arbeitskreises „Geschichte der jüdischen Gemeinden in Ostfriesland“ bei der Ostfriesischen Landschaft in Aurich erschien, galt nach seiner Veröffentlichung als Vorbild für alle nachfolgenden Monographien des Arbeitskreises. Sein BuchEine Chronik der Stadt Esens gilt als die erste, wissenschaftlich begründete und umfassende Chronik einer ostfriesischen Stadt.
1987 wurde der „Ökumenische Arbeitskreis Juden und Christen in Esens“ gegründet, den Rokahr bis 1996 als 1. Vorsitzender leitete. 1990 konnte während einer „Woche der Begegnung“ von Juden und Christen aus dem Harlingerland in Esens das „August-Gottschalk-Haus“ als Gedenkstätte und Museum zur Geschichte die Juden in Ostfriesland eingeweiht werden.
Gerd Rokahr lebt und arbeitet als Graphiker und Autor regionalgeschichtlicher Studien in Esens, Ostfriesland.
Gerd Rokahr wurde mit seinem Werk in die „Künstlerdatenbank und Nachlassarchiv Niedersachsen“ aufgenommen.

## Ausstellungen (Auswahl)
Ölbilder, Zeichnungen und Druckgraphiken von Gerd Rokahr wurden in 19 Einzelausstellungen und 150 Gruppenausstellungen im In- und Ausland gezeigt.

### Einzelausstellungen
- 1967: Ölbilder, Zeichnungen und Lithographien, Kabinett für aktuelle Kunst, Bremerhaven[3]
- 1968: Zeichnungen und Lithographien, Galerie Werkstatt, Bremen[3]
- 1970: Zeichnungen, Collagen und Druckgraphik, Galerie Beck, Erlangen[3]
- 1970: Ölbilder und Collagen, Von der Heydt-Museum, Wuppertal[3]
- 1971: Ölbilder, Collagen und Druckgraphik, Galerie Beck, Erlangen
- 1973: Collagen und Radierungen, Paula-Becker-Modersohn-Haus, Böttcherstraße, Bremen[3]
- 1975: Ölbilder, Collagen, Druckgraphik, Theodor-Thomas-Halle, Esens[3]
- 1982: Druckgraphik, Galerie „Gruppe Grün“, Bremen[3]
- 1983: Druckgraphik, Einrichtungsstudio Rosebrock, Verden
- 1985: Druckgraphik, (gemeinsam mit Elsbeth Lange), Ausstellungsraum „Im Giebel“, Esens[3]
- 1986: Radierungen und Linolschnitte, Galerie in der „Goldschmiede am Markt“, Norden
- 1998: Druckgraphik, (gemeinsam mit H.- C. Wimmer), Galerie im Borromäus-Hospital, Leer[3]
- 2002: Linolschnitte, August-Gottschalk-Haus, Esens
- 2012: Symbolik und Hintersinn, Städtische Galerie „Müllerhaus“, Esens[10]
- 2013: Landschaften, Menschen und Tiere, Kunsthaus Leer[11]
- 2015: Radierungen zu Texten über jüdisches Leben in Ostfriesland, August-Gottschalk-Haus, Esens[12]

### Gruppenausstellungen
- 1965: Junge Stadt sieht junge Kunst, Stadthalle Wolfsburg
- 1966: 54. Herbstausstellung niedersächsischer Künstler, Kunstverein Hannover
- 1967: 128. Frühjahrsausstellung, Kunstverein Hannover
- 1967: Bremer und Schweizer Künstler, Galerie Alioth, Basel[3]
- 1967: Deutscher Kunstpreis der Jugend, Städtische Galerie Bochum, Kunsthalle Mannheim, Rijksmuseum Twenthe, Enschede
- 1967: Künstler des Landes Bremen, Kunsthalle Bremerhaven[3]
- 1968: Große Kunstausstellung (Neue Gruppe), Haus der Kunst,[3] München
- 1969: Herbstsalon, Haus der Kunst, München
- 1969–1971: 3. Almanach der Galerie im Centre, Galerie im Centre, Göttingen, Galerie K 276,[3] Amsterdam, Galerie van Hulsen, Leeuwarden
- 1970: Wilhelmshavener Künstler, Kunsthalle Wilhelmshaven
- 1971: Gruppenarbeiten (Dokumentation), Kunsthalle Baden-Baden
- 1971: 59. Herbstausstellung niedersächsischer Künstler, Kunstverein Hannover
- 1972, 1973: Nürnberger Galerietage, Kunsthalle Nürnberg
- 1973: Neue Kunst in Ostfriesland VI, Rathausfestsaal Emden
- 1973: Bertrand Russell Centenary International Art Exhibition and Sale, Bertrand Russell House,[3] Nottingham (Vereinigtes Königreich)
- 1973: 6. Internationale Triennale für farbige Druckgraphik, Kunstgesellschaft Grenchen
- 1974: Kunst in Bremen 1974, Kunsthalle Bremen
- 1974: Biennale Ibiza, Museo de Arte contemporáneo, Ibiza, Spanien
- 1975: 6. Biennale der Ostseestaaten, Kunsthalle Rostock
- 1975/1976: Grabadores Alemánes en la Bienal de Ibiza, Institutos Alemánes en España, (Madrid, Barcelona, Soria in Spanien)
- 1976: Niedersächsische Künstler stellen aus, Kurparkhalle Cuxhaven-Döse; Teilnahme an weiteren Ausstellungen des BBK Niedersachsen (Bezirksgruppe Ostfriesland): 1977, 1980–1983, 1996–1999, 2001
- 1976: Spiel, Roemer-Pelizaeus-Museum, Hildesheim
- 1977: Hommage á Cassel, Kunsthochschule Kassel
- 1979: Kunst aus Ostfriesland, Kulturzentrum Stadskanaal, Theaterzentrum Veendam, Radio Noord, Groningen, Rathaus Warsingsfehn, Rathaus Rhauderfehn, Haneburg, Leer
- 1981: Internationaler Stempelworkshop, Weserburg, Museum für moderne Kunst, Bremen[3]
- 1982: Küstenlandschaften – Landschaftsmalerei zwischen Emden und Hamburg, Holsteins Gulfhof, Aurich
- 1983: Menschen und Gesichter, De Oosterpoort, Groningen, Kerkje Oude Schans, Kulturzentrum Molenberg,[3] Delfzijl, Schule im Spiet, Norden, Grundschule Carolinensiel, Hermann-Tempel-Schule, Ihlow
- 1984: Livelovelovelive, Mailheart Exhibition, Linköping
- 1984: Stadt zum Leben – Town to live in, Galerie Sohle 1, Bergkamen, Galerii Klubu Dziennikarzy,[3] Krakau
- 1984: Gesammelte Angst, Rathaus Stuttgart, Kulturzentrum Alte Hauptfeuerwache, Mannheim; Dimock Gallery, George Washington University, Washington, D.C., Kunstverein Leonberg (1985); Neue Gesellschaft für Bildende Kunst,[3] Berlin (1990)
- 1985: Ostfriesische und emsländische Künstler stellen in den Niederlanden aus, Kreativiteitscentrum De Barak, Stadskanaal
- 1986: Segni di esperienze urbane, Laboratorio artistico, Lucca, Italien
- 1986: Peace Project ’86, Young men and women house,[3] Kyoto City Fushimi, Japan
- 1987: 1st International Mailart Manifest, Kunstforening Trondheim, Kunstforening Bergen, Heni-Onstad-Kunstsenter,[3] Oslo (alle Norwegen)
- 1991: Schwarz / Weiß Gemachtes, Galerie Perspektive, Wilhelmshaven
- 1995: Sarajevo-Chechnya-Rwanda, Pryzmat Gallery, Krakau (Polen)
- 1996: Aufbruch einer Szene – Bremen 1963–67, Städtische Galerie Bremen im Buntentor, Bremen[3]
- 2004: Boßeln – eine Kunst, Güterschuppen Westerstede
- 2012: Privatbesitz. Kunstsammlungen Bremer Künstlerinnen und Künstler, Städtische Galerie im Buntentor, Bremen[13]
- 2012: Kleines Format – Kleiner Preis, Galerie Nordbrücke, Wiesmoor[14]

## Werke in öffentlichem Besitz
Zahlreiche Arbeiten Gerd Rokahrs befinden sich heute in öffentlichen und privaten Sammlungen im In- und Ausland, unter anderem der Hochschule für Künste, Bremen, beim Senator für das Bildungswesen, Bremen, dem „Artist’s Books Archive“, Edewecht, und „The State Museum“ in Majdanek, Lublin. Mit seiner 330 Arbeiten umfassenden Rokahr-Sammlung verfügt das Kunsthaus Leer über einen umfangreichen Bestand an Ölbildern, Collagen, Zeichnungen und vor allem Druckgraphik des ostfriesischen Malers und Graphikers.

## Veröffentlichungen (Auswahl)
Eine Auswahl an Literatur von und über den Künstler Gerd Rokahr, die von ihm illustrierten Bücher sowie seine regionalgeschichtlichen Veröffentlichungen ist im Katalog der Landschaftsbibliothek in Aurich zu finden.

### Bildende Kunst
- Susanne Augat: Gerd Rokahr – Landschaften, Menschen und Tiere. Eine Veröffentlichung des Kunsthauses Leer. Oldenburg 2013. ISBN 978-3-89995-958-1.
- Otto J. Groeg (Hrsg.): Who’s who in the Arts, Who’s Who-Book & Publishing, Bd. 2. München 1976 (Ed.1), Wörthsee 1978 (Ed. 2, autorisierte ISSN 0170-7108).
- Klaus Hofmann (Hrsg.): Deutsche Kunst im 20. Jahrhundert. Sammlungsbestand der Städtischen Galerie Wolfsburg. Wolfsburg 1974, S. 113.
- Ernest Kay (Hrsg.): International who’s who in art and antiques. Cambridge 1976, S. 324.
- Andreas Klimt; Sandra Trepák: Kürschners Handbuch der bildenden Künstler: Deutschland, Österreich, Schweiz, Bd. 2. München, Leipzig 2007, S. 893.
- Gerd Rokahr (Hs.): Druckgraphik 1963–1998. Ein Werkverzeichnis. Esens 2008.
- Elizabeth Schwiontek: KunstKonturen / KünstlerProfile. Geschichte und Gegenwart des BBK in Niedersachsen. Hannover 1998, S. 286.
- Axel Alexander Ziese (Hrsg.): Allgemeines Verzeichnis der Kunstschaffenden in der bildenden und gestaltenden Kunst des ausgehenden XX. Jahrhundert. Bd. 6. Nürnberg 1984, Nr. 86039.

### Illustrationen
- Arbeitskreis Ostfriesischer Autorinnen und Autoren (Hrsg.): Nix blifft as’t is. Ostfriesische Literatur der 80er Jahre. Mit 10 Text- und Umschlagillustrationen nach Druckgraphiken von Gerd Rokahr. Leer 1989. ISBN 3-927139-08-4.
- Manfred Briese: Tag und Traum. Erzählungen. Mit 7 Text- und Umschlagillustrationen nach Federzeichnungen von Gerd Rokahr. Leer 2000. ISBN 3-934370-22-5.
- Manfred Briese: Taxi nach Esens, Urlaubsgeschichten aus Ostfriesland. Mit 5 Abbildungen nach Pinselzeichnungen von Gerd Rokahr. Leer 2002. ISBN 3-934370-56-2.
- Theo Schuster: Aber die Juden sind fort… Spuren jüdischen Lebens in Sprache und Literatur in und um Ostfriesland. Mit 14 Text- und Umschlagillustrationen nach Radierungen von Gerd Rokahr. Leer 2013. ISBN 978-3-7963-0394-4.[17]
- Theo Schuster: Spuk im Hammrichshof. Märchen, Sagen, Aberglauben, Geschichten und Anekdoten aus Ostfriesland. Mit 19 Text- und Umschlagillustrationen nach Kreidezeichnungen von Gerd Rokahr. Leer 2015. ISBN 978-3-7963-0384-5.[18]

### Regionalgeschichte
- Die Juden in Esens. Geschichte der jüdischen Gemeinde in Esens von den Anfängen im 17. Jahrhundert bis zu ihrem Ende in nationalsozialistischer Zeit. Aurich 1987; 2. Aufl. 1992. ISBN 3-925365-76-1.
- Erinnern, nicht verdrängen. Zehn Jahre Ökumenischer Arbeitskreis Juden und Christen in Esens. Esens / Wittmund, 1997.
- Der Bombenangriff auf Esens am 27. September 1943. Annäherung an ein schwieriges Thema. Esens 2003.
- Eine Chronik der Stadt Esens. Daten und Fakten – Mutmaßungen und Legenden – Von den Anfängen bis zur Gegenwart. Esens 2010. ISBN 978-3-87542-075-3.
- Sara Oppenheimer. Lebensumstände und Repertoire einer jüdischen Opern- und Konzertsängerin. Aurich 2021. ISBN 978-3-940601-65-0.